# 郭侃
郭 侃（かく かん、? - 1277年）は、モンゴル帝国（大元ウルス）に仕えた漢人将軍の一人。字は仲和。
主に砲兵部隊の長として、東アジアから西アジアに至る広大な地域を転戦し功績を挙げたことで知られる。

## 概要

### 生い立ち
華州鄭県の人で、唐代に安史の乱鎮圧に活躍した郭子儀の末裔とされる。郭侃の祖父の郭宝玉、父の郭徳海はもともと金朝に仕える「猛安」であったが、新興のモンゴル帝国に降って各地の征服戦争に活躍した人物であった。郭侃は幼少時に真定地方の大軍閥である史天沢に器量を見出され、史家で養われたという。
『元史』郭宝玉伝 郭侃条によると、成年後は百戸長に任ぜられ、勇敢にして謀略に長けた人物として知られた。1232年（壬辰）の第二次モンゴル・金戦争では、まず衛州を奪還せんとする伯撒率いる4万の金軍を撃退する功績を挙げた。その後黄河を渡ると、開封攻囲戦では閼伯台にて敵兵を破り、またスブタイとともに開封西門を攻め立てて陥落に追い込んだ。開封の陥落後、郭侃は功績により総把の地位を授けられて史天沢とともに太康に駐屯し、また千戸長に任ぜられた。

### 西征への従軍
1252年（壬子）にはモンゴル高原の首都カラコルムに赴き、そこで「Čaqmaq noyan>抄馬那顔」の称号を授けられてフレグの西方遠征に従軍するよう命じられた。Čaqmaqは「砲手」を意味する単語であり、郭侃は砲兵部隊の長として西征軍に従軍したようである。
1253年（癸丑）にペルシアに到着するとムラーヒダ（木乃兮）、すなわちニザール派（暗殺教団）を攻め、郭侃は敵兵5万を破り128城を下したという。ニザール派最大の要衝であるギルドクーフ（乞都卜）は天険の要塞にして守兵も士気が高くモンゴル軍は攻めあぐねたが、郭侃は砲によってこれを攻め、ニザール派の平定に功績を挙げた。
1257年（丁巳）正月にはロル地方に至り、伏兵を用いることで敵兵を尽く殺し、現地のスルタンを投降させた。その後バグダード包囲戦に加わり、郭侃はまず「西城」を破った後「東城」の殿宇を占領し、七十二弦の琵琶・五尺の珊瑚燈などを接収したという。バグダードはチグリス川によって囲まれていたが、郭侃は浮梁を建造して逃亡しようとするアッバース朝第37代カリフのムスタアスィム を捕虜としたとされる。その後、バグダードから逃れた紂答児を追撃してこれを斬り、300城余りを平定したという。
その後、郭侃は更に西行して天房（カーバ神殿）、ミスル/密昔児(＝マムルーク朝エジプト）を征服し、1258年（戊午）には地中海を渡ってフランク/富浪まで収めたとされるが、これらは他の史料と整合せず全くの虚構に過ぎない。なお、『元史』郭侃伝によるとミスルのスルタン（＝ムザッファル・クトゥズ）が「東天将軍（郭侃）は神人である」と称賛したという。
西方への進軍を終えた郭侃はシーラーズを過ぎ、1259年（己未）にはケルマーンに至った。この頃、同じく東方からやってきた漢人である常德もフレグの下に滞在しており、後に常徳の旅程を記した『西使記』の記述は郭侃から提供された情報も含まれているのではないかと考えられている。そして郭侃は西征の功績を南宋に親征中の第4代皇帝モンケ・カアンに報告するべく、常徳と入れ替わるようにして東方に帰還した。

### 東方での活躍
西征の報告をすべきモンケ・カアンが四川で急死していたため、東方に帰還した郭侃はまず鄭州に戻り屯田を指揮した。その後、主筋の史天沢を通じて郭侃は第5代皇帝クビライに仕えるようになり、クビライの配下として軍政および内治に関して有用な多くの献言をしたという。中統2年（1261年）、江漢大都督府理問官に抜擢され、中統3年（1262年）には李璮の乱平定に活躍している。
至元2年（1265年）、史天沢の異動に伴って滕州同知となり、至元3年（1266年）には淮北に36ヶ所の屯田を立て南宋遠征の足掛かりとするよう献策した。至元4年（1267年）、高唐令の地位を得て夏津・武城等の5県を治め、至元5年（1268年）には叛乱を起こした呉乞児・道士の胡王らを討伐した。
至元7年（1270年）に万戸長に任命され、襄陽包囲戦（襄陽・樊城の戦い）にも加わっている。 南宋の平定後、寧海州知州に任官されたが、任官一年にして亡くなった。『元史』郭侃伝は郭侃について、「行軍には紀律があり、常に野営して風雨でも民家に入ることはなかった。至る所各地で学問・農業を振興したため、吏民は畏服した」と評している。

## 史実での郭侃
フレグの西征については著者自らが遠征軍に属しており信頼性の高い『世界征服者史』と、フレグの末裔による国家編纂史書『集史』が最も詳しく、基本史料となっている。しかしこれらのペルシア語史料には郭侃に該当する人物について一切言及しておらず、研究者の多くは『元史』郭侃伝は郭侃の戦功を誇大に伝えたもので、史実とは認めがたいと考えている。
特に、『元史』郭侃伝の伝えるカシミール地方進出、メッカのカーバ神殿制圧、ミスルやフランクへの進出等は明らかに史実と認められない、全くの虚構であると指摘されている。一方で、『集史』などによるとバグダードの戦いでは砲撃によって城壁を崩したとの記述があり、これこそが郭侃率いる砲兵部隊の功績ではないかとも指摘されている。